# شیعه
شیعه یا تَشَیُّع، یکی از مذاهب اسلامی است. واژه شیعه، شکل مختصر «شیعه علی» یعنی پیرو علی بن ابی‌طالب است. شیعیان ۱۰ تا ۱۳ درصد از جمعیت مسلمانان جهان و ۳۸ درصد از جمعیت مسلمانان خاورمیانه را تشکیل می‌دهند.
عقیده شیعه انتصاب علی برای جانشینی محمد است. در صورتی که عقیده اهل سنت بر این است که محمد کسی را برای جانشینی خود انتخاب نکرده‌ است و قصد داشته‌ است که جامعه در مورد رهبری بین خود تصمیم بگیرد.  از نظر آن‌ها انتخاب خلیفه به‌طور ایده‌آل یک انتخاب دموکراتیک است که توسط جامعه مسلمانان انجام می‌شود.
شیعیان پس از علی در مدت دو قرن بعدی به ده‌ها فرقه تقسیم شدند که یکی از آنها شیعه اثنی عشری (دوازده امامی) است که به دلیل انتخاب آن توسط شاه اسماعیل صفوی به عنوان مذهب ملی در قرن دهم هجری یا شانزدهم میلادی به بزرگ‌ترین فرقه شیعه تبدیل شد و سبب شد تا برخی اصطلاح شیعه را صرفاً به آن اطلاق کنند.

## واژه‌شناسی

### لفظ شیعه
شیعه در لغت بر دو معنا اطلاق می‌شود: یکی توافق و هماهنگی دو یا چند نفر بر مطلبی، و دیگری پیروی کردن فردی یا گروهی از فرد یا گروهی دیگر. در زبان عربی در اصل به معنای یک، دو یا گروهی از پیروان است. در قرآن این لفظ چندین بار به این معنا به کار رفته‌ است. برای نمونه در آیه ۱۵ سوره قصص دربارهٔ یکی از پیروان موسی از عنوان شیعه موسی و در جای دیگر از ابراهیم به عنوان شیعه نوح یاد می‌کند.
در تاریخ اسلام لفظ شیعه، به معنای اصلی و لغوی‌اش برای پیروان افراد مختلفی به کار می‌رفت. برای مثال، گاهی از شیعه علی بن ابی‌طالب و گاهی از شیعه معاویه بن ابی‌سفیان نام برده شده است. اما این لفظ به تدریج معنای اصطلاحی پیدا کرد و تنها بر پیروان علی که به امامت او معتقدند اطلاق می‌شود.

### فرقه‌های شیعه
شیعه به زیدیه و کیسانیه و امامیه تقسیم می‌شود. زیدیه بر سه، کیسانیه بر دو و امامیه بر پانزده دسته‌اند که به فرقه‌های امامیه معروف هستند. امروزه چند دسته اصلی شیعه دوازده‌امامی، شیعه اسماعیلی ،علویان و شیعه زیدی از آن وجود دارد.

#### زیدیه
زیدیه طرفداران زید ابن علی ابن حسین پسر سجاد هستند. او در سال ۱۲۲ هجری علیه خلافت بنی امیه قیام کرد. زیدیه امامت را منحصر به فرزندان علی و فاطمه نمی‌دانند و هرکس را که برای عدالت قیام کند امام می‌دانند برای همین همواره امام‌هایی داشته‌اند و تا امروز بیش از ۱۱۰ امام داشته‌اند. برای همین زیدیه جزو امامیه محسوب نمی‌شود.

#### کیسانیه
کیسانیه طرفداران محمد حنفیه هستند که برادر ناتنی حسن ابن علی و حسین بود (فرزند فاطمه نبود). طرفدارانش او را غایب و مهدی موعود دانستند که سرانجام ظهور خواهد کرد. برای همین کیسانیه نیز جزو امامیه محسوب نمی‌شوند.

#### امامیه
ببینید: فرقه‌های امامیه
امامیه که توسط محمد باقر (۶۷۶ –۷۳۲ م) و جعفر صادق (۷۰۲–۷۶۵م) بنیان‌گذاری شده‌ است که شیعه جعفری نیز نامیده می‌شود و از نظر اعتقادی به امامت فرزندان علی و فاطمه معتقد است. امامیه ده‌ها فرقه بودند که امروزه فقط شیعه دوازده‌امامی، شیعه اسماعیلی و علویان وجود دارند.

##### اثنی عشری
بعداز رحلت حسن عسکری امامیه (که قبلاً هم عموماً پس از رحلت هر امام به دسته‌هایی تقسیم می‌شدند) به چهارده فرقه تقسیم شدند که عقاید مختلفی داشتند. بعضی به امامت جعفر برادر حسن عسکری معتقد شدند. بعضی وی را غایب شده دانستند. بعضی فرزند او را به‌دلیل سن کم فاقد شرایط امامت دانستند و… شیعه دوازده امامی امروزی یکی از آن چهارده فرقه است که به امامت محمد ابن حسن در سن چهار سالگی و غیبت صغری در یک سرداب و ارتباط او با مردم از طریق چهار نایب تا هفتاد سال و سپس غیبت کبرای او تا قیامت اعتقاد دارند.
از نظر الهیات (علم کلام) شیخ مفید (۹۴۸–۱۰۲۲م) (۳۳۶–۴۱۳ق) بود که اکثر اعتقادات امروزی اثنی عشری را ایجاد کرد. از جمله ضرورت وجود امام در هر عصر و عصمت امام و وجود نص (حدیثی که دلالت بر امامت دوازده نفر از فرزندان علی و فاطمه می‌کند که هریک فرزندان امام قبلی هستند) او منکرین امامت را کافر دانست و امامان شیعه را از انبیا (به استثنای محمد) برتر می‌دانست و امامان شیعه را در اجرا و تغییر احکام مجاز دانست.
در زمان صفویه اثنی‌عشری توسط حکومت به عنوان دین اصلی و حکومتی معرفی شد و تغییرات کمی در شعائر و عقاید و مناسک آن ایجاد شد مخصوصاً توسط روحانی برجسته اخباری محمدباقر مجلسی که شیعه اثنی عشری امروزی موجود در ایران به آن نزدیک‌تر است.

### اصطلاح رافضی
رافضی اصطلاحی بود که زید ابن علی در مورد اهل کوفه که در آخرین ساعات زندگی او را به دلیل امتناع از توهین به دو خلیفه ابوبکر و عمر ترک کردند به کار برد. زید به سختی روافض را که او را ترک کرده‌اند سرزنش کرد و این نام را سلفی‌ها تا امروز برای اشاره به شیعیان دوازده امامی به کار می‌برند. گروهی از سرانشان در حضور زید جمع شدند و گفتند: «خدا تو را رحمت کند، دربارهٔ ابوبکر و عمر چه می‌گویی؟» زید گفت: «نشنیده‌ام که احدی از خانواده‌ام از آن دو چشم پوشی کند و جز نیکی دربارهٔ آن‌ها سخنی نگوید، هنگامی که حکومت به آنها سپرده شد، با مردم به عدالت رفتار کردند و به قرآن و سنت عمل کردند».

## خاستگاه شیعه
پس از درگذشت محمد، کسانی که معتقد به اولویت علی ابن ابی‌طالب برای خلافت بودند شیعه نامیده می‌شدند. تمایز این گروه از دیگر مسلمین تا زمان محمد باقر فقط در محبت به اهل بیت و اعتقاد به شایستگی انحصاری آن‌ها برای حکومت مسلمین بود. از آن زمان به تدریج شیعه به عنوان یک مکتب مجزای فقهی حقوقی درآمد. در زمان جعفر صادق با گسترش مباحث کلامی شیعیان (پیروان او) از نظر کلامی نیز در کنار معتزله و اشاعره مکتب ویژه خود را پایه‌گذاری کردند.
از زمان جعفر صادق و به دلیل پرهیز او از تلاش برای دستیابی به قدرت سیاسی در سایه جدال بین امویان و عباسیان در بین غالب پیروان او اعتقاد چنین بود که تا زمان قیام قائم آل محمد (که شناخته شده نبود) تغییری در وضعیت سیاسی شیعیان ایجاد نخواهد شد و به همین دلیل شیعیان دوازده امامی تا سال‌ها بعد همواره از امامان بعدی در مورد اینکه قائم هستند یا نه پرس و جو می‌کردند.
اکنون «شیعه» در اصطلاح به آن عده از مسلمانان گفته می‌شود که به خلافت و امامت بلافصل علی معتقدند، و بر این عقیده‌اند که امام و جانشین محمد از طریق نصّ شرعی تعیین می‌شود، و امامت علی و دیگر امامان شیعه نیز از طریق نص شرعی ثابت شده‌است.
به گفته مادلونگ، نه در قرآن و نه در میثاق مدینه به قریش جایگاه برتری داده نشده و میثاق مدینه هم نحوه جانشینی محمد را مشخص نکرده‌است. با این وجود، شیوه کلی انتقال ارث در سوره نساء تشریح شده و در قرآن، نبوت هم به صورت ارثی منتقل می‌شود. فردِ درگذشته می‌توانست برای خود یک «وصیت» بنویسد و یک «وصی» را مسئول اجرای آن کند. محمد تا پنج سال آخر عمر هنوز امیدش به داشتن وارثی مذکر را از دست نداده بود و سه سال بعد کنیز قبطی‌اش ماریه پسری به نام ابراهیم زایید اما این پسر خیلی زود مرد. با در نظر گرفتن تمام شرایط، فاطمه تنها وارث اصلی محمد و جانشین مشروع او بود. ادعای شیعیان مبنی بر اینکه محمد علی را وصی — اجرا کننده وصیت — خود کرد قابل تأیید نیست زیرا محمد وصیتی به جا نگذاشت. در واقع تمام روایات می‌گویند محمد قصد داشته وصیتی بنویسد و بیشتر آن‌ها تأیید می‌کنند که عمر مانع او شد. شیعیان اعتقاد دارند او قصد داشته علی را به عنوان وصی خود منصوب کند اما مادلونگ می‌گوید بدیهی است اگر محمد چنین قصدی داشت، می‌توانست در دوره مریضی‌اش به جای ابوبکر، علی را به عنوان امامِ نماز جماعت انتخاب کند. احتمالاً عمر بعد از غدیر خم مخالفتش با وصی‌شدن علی را ابراز کرده و محمد به درستی دریافته عمر خودش را برای جانشینی پیشنهاد داده‌است. شواهد نشان می‌دهد با آغاز مریضی محمد، عمر تلاش کرده قدرت را در دست بگیرد اما محمد، ابوبکر را پیشنهاد داده؛ ابوبکر طرفداران زیادی نداشت اما محبوب بود و در صورت وصی‌شدن ابوبکر، محمد می‌توانست امیدوار باشد که از حقوق وارثانش دفاع خواهد کرد. با این وجود، روایات می‌گویند محمد کماکان قصد داشته در لحظه مرگ وصی خود را مشخص کند، اما مانعش شدند. نظر اسلام‌شناسان این است که ابوبکر و علی به یک اندازه شانس وصی‌شدن داشتند.
محمد ده سال پس از هجرت، و چند ماه پس از بازگشت از حجةالوداع، بیمار شد و ظهر روز دوشنبه در ۱۲ ربیع‌الاول سال ۱۱ مصادف با ۷ ژوئن سال ۶۳۲م در خانهٔ همسرش عایشه در شهر مدینه در حالی که ۶۳ سال داشت درگذشت. گروهی از مردم به سقیفه بنی ساعده رفتند تا در مورد جانشینی محمد گفتگو کنند. این امر درحالی بود که، علی به همراه طلحه و زبیر و جمعی از خویشان و صحابهٔ محمد، مشغول خاکسپاری‌اش بودند، نتیجه گردهمایی مسلمانان در سقیفه، انتخاب ابوبکر به‌عنوان جانشین محمد بود. گروهی از انصار در سقیفه بنی ساعده از سعد بن عباده حمایت می‌کردند، اما مهاجران این را نپذیرفته و خود را از لحاظ خویشاوندی نزدیک‌تر به محمد می‌دانستند. در میان مهاجران عده‌ای نیز به رهبری علی و شامل زبیر، طلحه، عباس بن عبدالمطلب، مقداد، سلمان فارسی، ابوذر غفاری و عمار بن یاسر، علی را وارث مشروع محمد می‌دانستند. پوناوالا معتقد است تاریخ‌نگاران مسلمان اتفاق نظر دارند که بحران موجود در این برهه، توسط سه تن از مهاجران مشهور به نام‌های ابوبکر و عمر و ابوعبیده جراح برطرف گردید. آنان انصار را جمع کرده و به آن‌ها ابوبکر را تحمیل کردند. حسادت بین دو قبیلهٔ مهم انصار به نام اوس و خزرج و عدم فعالیت بنی‌هاشم در تبلیغ نظرشان، موفقیت این سه تن را تسهیل نمود.
این انتخاب باعث اختلاف بین هواداران ابوبکر و طرفداران علی شد. طرفداران علی قائل بودند که او توسط شخص محمد به جانشینی منصوب شده‌است و خلافت باید از آن وی باشد. طبری در تاریخ خود نقل کرده‌است که گروهی از مخالفان ابوبکر از جمله زبیر در خانهٔ فاطمه گرد آمدند و عمر با تهدید به آتش زدن خانه، آن‌ها را بیرون کرد. علی بعداً گفت که اگر چهل یار داشت قیام می‌کرد. به نوشته پوناوالا علی و بنی‌هاشم تا قبل از مرگ فاطمه (حدود شش ماه) از بیعت با ابوبکر سر باز زدند. علی بر روی حقش پافشاری ننمود، چرا که تمایل نداشت امت نوپای اسلام دچار کشمکش گردد. بدین ترتیب به تدریج نهاد خلافت پدید آمد که در خارج از جهان اسلام معادلی ندارد. خلیفه از منزلت رهبری و حق گزینش زمامداران برخوردار بود. انتصاب به خلافت نوعی قرارداد بود که تعهدات متقابلی را بین خلیفه و امت پدیدمی‌آورد.
همه شیعیان معتقد به انتخاب امامت توسط خدا و ابلاغ آن توسط پیامبر هستند و بنابراین بر اساس حدیث غدیر (و آیاتی چون آیه ولایت و آیه تطهیر و احادیث متواتر دیگر، همچون حدیث منزلت و حدیث ثقلین) علی را امام بر حق می‌دانند، اما اهل سنت به شورا اعتقاد دارند.
شیعیان بر این باورند که محمد در زمان حیاتش، جانشین پس از خود را تعیین کرد و پسر عمو و دامادش علی را به عنوان وصی و خلیفه پس از خود اعلام نمود. شیعیان بر این باورند که اساس و خاستگاه شیعه، دفاع از اسلام و ولایت و عدل است. آنها واقعه غدیرخم را بر حرف خود استناد می‌کنند.
هم چنین شیعیان در اثبات حقانیت خود به روایاتی از محمد در منابع اهل سنت استناد می‌کنند، که در آن‌ها به «شیعه علی» اشاره شده‌است. از جمله سیوطی سنی مذهب روایت می‌کند زمانی پیامبر رو به علی کرد و گفت: «سوگند به آن که جانم به دست اوست این شخص - علی - و کسانی که شیعه و پیرو اویند در قیامت رستگارند.» علامه امینی از علمای شیعه‌است که از محبوبیت خاصی در میان شیعیان برخوردار است. وی تمامی روایات دربارهٔ واقعه غدیر را از کتب اهل سنت جمع‌آوری نموده و در چهل مجلد الغدیر منتشر نمود.
برخی، تشیع را به فردی به نام عبدالله بن سبا نسبت می‌دهند. اگرچه برخی از تواریخ و «کتب ملل و نحل»، وی را از غالیان شیعه و مؤسس فرقه سبائیه می‌دانند که قائل به الوهیت علی بوده‌است و به همین دلیل مورد لعن و تکفیر علی واقع شده‌است و حتی برخی اخباری نقل می‌کنند که وی و پیروانش، به دستور علی در آتش سوزانده شده‌اند. مرتضی عسکری در کتاب خود و هم چنین برخی از خاورشناسان و حتی علمای سنی در قرون اخیر، عبدالله بن سبا فردی خیالی و ساخته و پرداخته مخالفان شیعه می‌دانند.
برخی از اهل سنت، نظیر محمود شلتوت، مفتی اعظم الازهر معتقدند که تقلید از فقه مذهب جعفری، نظیر مذاهب چهارگانه اهل سنت معتبر است.

## تاریخ
شیعیان بر مبنای تفسیرِ خاصی از تاریخِ صدرِ اسلام و موضوع جانشینی محمد، الگووارهٔ خویش از «اسلام واقعی» را مبتنی بر برداشتِ متمایز از مرجعیت دینی که به اهلِ بیتِ پیامبر واگذار شده بود، ارائه دادند. بعد از انقلابِ عباسیان، شیعیان بر آن شدند که «اهل بیت» را دقیق‌تر تعریف کنند تا تنها علویانِ فاطمی — هم حسنی و هم حسینی — را دربرگیرد. تا پیش از انقلاب عباسی، تشیع در دو شاخه یا جریانِ اصلیِ کِیْسانیّه و امامیّه توسعه یافت که هر کدام تقسیماتِ درونیِ خود را دارند؛ و سپس‌تر، جنبشِ شیعیِ دیگری به بنیان‌گذاریِ زِیْدیّه منجر شد. غُلاتِ شیعه و نظریه‌پردازانِ شخصی با گروه‌های کوچکِ پیروان نیز بودند، که در میانه یا حاشیهٔ جوامعِ مهمِ شیعه وجود داشتند. شاخه یا جناحِ اصلیِ امامیه که بعدها به این نام نامگذاری شد، مانندِ سایرِ شیعیانِ دورهٔ امویان در کوفه مستقر بودند، و درحالی‌که سیاستی خاموش در حوزهٔ سیاسی اتخاذ کرده بود، بااین‌حال بر بعضی از دیدگاه‌های کیسانیه از جمله محکومیتِ سه خلیفهٔ پیش از علی صحّه می‌گذاشت. در این شرایطْ امامیه، امامت را از طریقِ تنها پسرِ بازماندهٔ حسین بن علی، علی بن حسین زَیْنُ‌الْعابِدین دنبال کرد. پیروزیِ عباسیان — که با شعار «الرضا من آل محمد» به میدان آمده بودند — سببِ سرخوردگیِ شیعیان شد که همه انتظار داشتند تا یک علوی به‌جای یک عباسی موفق به خلافت شود. دشمنی میانِ عباسیان و علویان هنگامی برجسته شد که عباسیان بلافاصله پس از به قدرت رسیدن‌شان، شروع به آزار و اذیتِ بسیاری از حامیانِ سابقِ شیعه و علوی‌شان کردند و متعاقباً، سخنگویانِ تفسیری سنی از اسلام شدند. عهدشکنیِ عباسیان با ریشه‌های شیعیِ خود، سرانجام هنگامی تکمیل شد که خلیفهٔ سوم، مهدی، اعلام کرد که پیامبر عملاً عمویش، عبّاس بن عَبدُالْمُطَّلِب را به جای علی به‌عنوانِ جانشین منصوب کرده‌است. در آغاز خلافت عباسی، اکثر پیروانِ جعفر صادق در ابتدا فرزندِ ارشدش، عبداللهِ اَفْطَح را به‌عنوانِ جانشینش شناخته بودند. پس از درگذشتِ عبدالله، آن‌ها به برادرِ کوچک‌ترش، موسی کاظم روی آوردند. این شیعیانِ امامی که عبدالله را به‌عنوانِ امامِ برحق پیش از موسی کاظم به‌رسمیت می‌شناختند، به اَفطَحیّه شناخته شدند. موسی کاظم، که بعدها به‌عنوانِ هفتمین امامِ شیعیان در نظر گرفته شد، به‌زودی با بیعتِ اکثریتِ شیعیانِ امامی از جمله برجسته‌ترین دانشمندان از اصحابِ جعفر صادق مواجه شد. پس از قتلِ او، بسیاری از هوادارانش او را امامِ هفتم و آخرِ خود دانستند که به‌عنوانِ مَهدی باز خواهد گشت. این گروه از شیعیانِ امامی که فرقهٔ قابل‌توجهی دیگر در کوفه تشکیل دادند، به‌نامِ واقِفیّه شناخته شدند. بااین‌حال، گروه دیگری از پیروانِ موسی کاظم، پسرش علی بن موسی الرّضا، را به‌عنوانِ امام جدیدشان تصدیق کردند که پس از آن، به‌عنوانِ هشتمین امامِ شیعیان در نظر گرفته شد. شیعیانِ علی بن موسی الرّضا، خطِّ امامت را در سه نسلِ دیگر در فرزندانش تا امام یازدهم‌شان، حسن عَسکَری با اختلافاتِ جزئی دنبال کردند. این امامان نیز به بغداد یا سامَرّا برده شدند و از نزدیک، تحتِ مراقبتِ عباسیان بودند.

## باورها

### اصول دین
بر پایه باور شیعه، اصول دین شیعیان پنج‌گانه است و علاوه بر سه اصل دین توحید، نبوت و معاد به دو اصل دیگر یعنی عدل و امامت نیز باور دارند.

### معاد
شیعیان به معاد جسمانی اعتقاد دارند گرچه برخی شبهه‌ها دربارهٔ روحانی بودن معاد مطرح شده‌است، اما اکثر علمای شیعه از جمله شیخ طوسی، خواجه نصیرالدین طوسی و امام محمد غزالی بر جسمانی بودن معاد تأکید دارند.

### قرآن
شیعیان قرآن را لوح محفوظ می‌دانند و همه آن‌ها مدعی پیروی از قرآن و سنت محمد هستند و بخاطر پیروی از سنت پیامبر اسلام و دستور خداوند- شیعه تعیین جانشین پیامبر را تنها ویژه خدا و پیامبر می‌داند.

### منجی
باور به ظهور مهدی یا بازگشت منجی (نجات‌دهنده) و موعود در اکثر فرق اسلامی و همچنین دیگر ادیان روشن و غیرقابل کتمان است، آن‌چنان‌که یهودیان چشم به راه پادشاه بنی‌اسرائیل‌اند و مسیحیان به بازگشت عیسی باور دارند، در باورهای زرتشتیان، بودیسم و برخی دیگر ادیان نیز می‌توان گونه‌های مشابه این باور را یافت، در فرق اسلامی، مخصوصاً فرق شیعه، در قرون پس از اسلام، این باور بسیار رایج و مشهود بوده‌ است. کیسانیه قائم را محمد حنفیه فرزند دیگر علی می‌دانند، اسماعیلیه نیز قائم را اسماعیل فرزند ارشد جعفر بن محمد صادق می‌دانند. اما باور شیعیان اثنی‌عشری، این است که منجی آخرالزمان از آل محمد است و او را قائم آل محمد یا مهدی می‌نامند و معتقدند او آخرین و امام دوازدهم شیعیان، حجت بن حسن عسکری است.

### رجعت
اعتقاد به رجعت به معنای زنده شدن بعضی از مردگان در این دنیا و در هنگام ظهور مهدی، از دیگر باورهای شیعه‌ است. برخی از علمای شیعه، رجعت را از ضروریات شیعه نمی‌دانند، اما هیچ‌یک به دلیل ادله عقلی و نقلی و قرآنی آن را انکار نمی‌کنند.
اگرچه برخی ادیان و حتی فرق اسلامی به گونه‌هایی از بازگشت به زندگی پس از مرگ در اشکال مختلفی چون بازگشت روح در بدنی دیگر یا به تناسخ یا به شکل حلول باور دارند، اما دیدگاه به خصوص شیعه در رجعت، یکی از بزرگ‌ترین تفاوت‌های شیعه با دیگران است، بدین معنی که شیعیان نه تنها به معاد جسمانی باوری عمیق دارند، بلکه معتقدند که در آخر زمان و پس از ظهور قائم آل محمد، برخی از انبیاء مانند عیسی مسیح و اولیاء خدا مانند مالک اشتر و برخی از امامان شیعیان و همچنین برخی از اشقیاء و بدکاران دورانهای بشری رجعت نموده، به دنیا بازمی‌گردند. بدین ترتیب در آخرالزمان، نیکوکاران بر دنیا حکم رانی نموده و بدکاران به مجازات خواهند رسید.

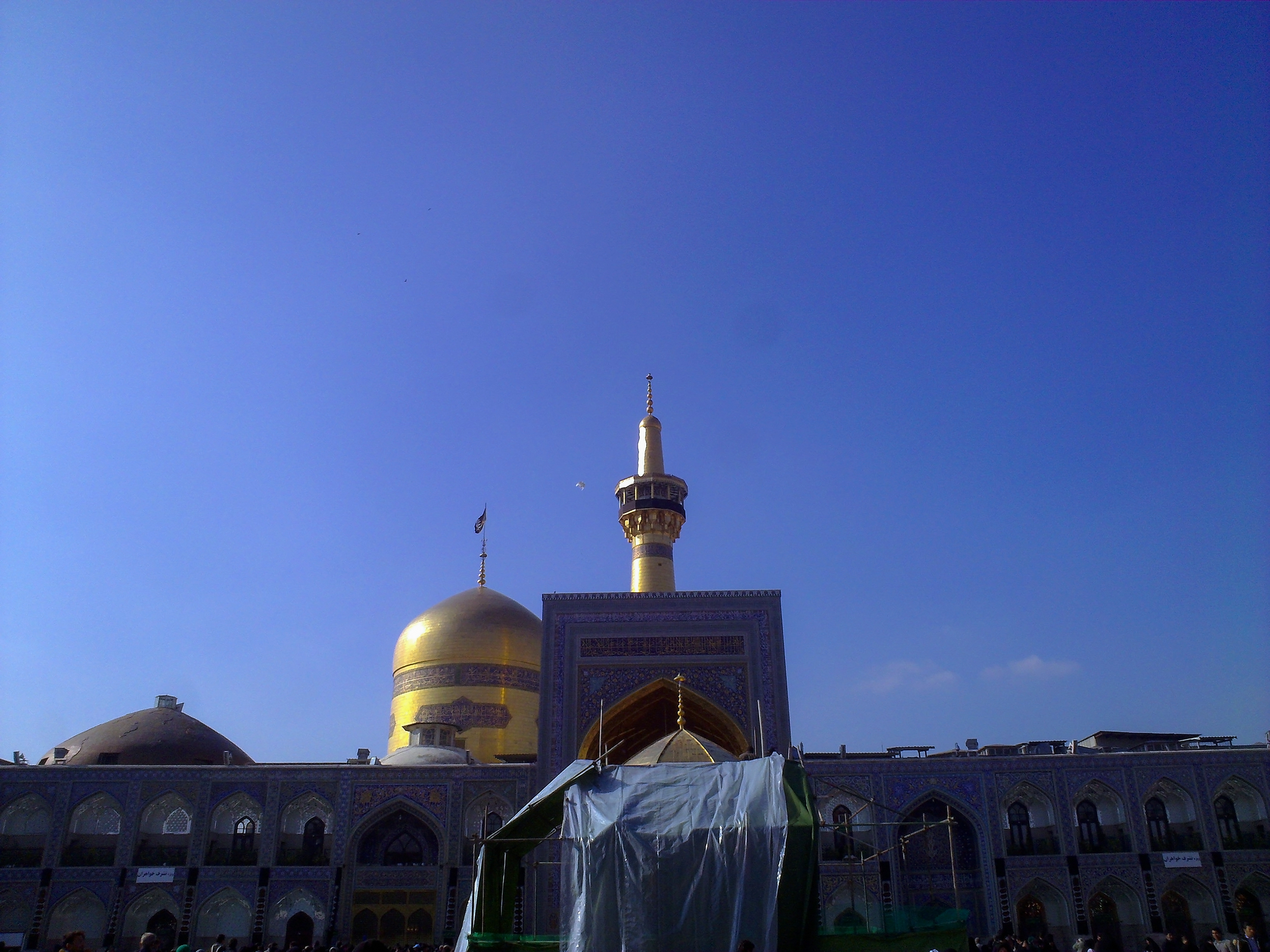
مدفن علی ابن موسی امام هشتم شیعیان

### شهادت شیعی
شهادت سه‌گانه شیعی با شهادت دوگانه اهل سنت که شهادتین خوانده می‌شود متفاوت است. شهادتین می‌گوید: «لا اله الا الله، محمد رسول‌الله»، اما شیعه به این اعلامیه ایمانی، عبارت علی ولی‌الله را اضافه می‌کند. این عبارت اضافی، تأکید شیعیان بر امامت یا ارث بردن قدرت از طریق آل محمد را در بر می‌گیرد.

### امامت

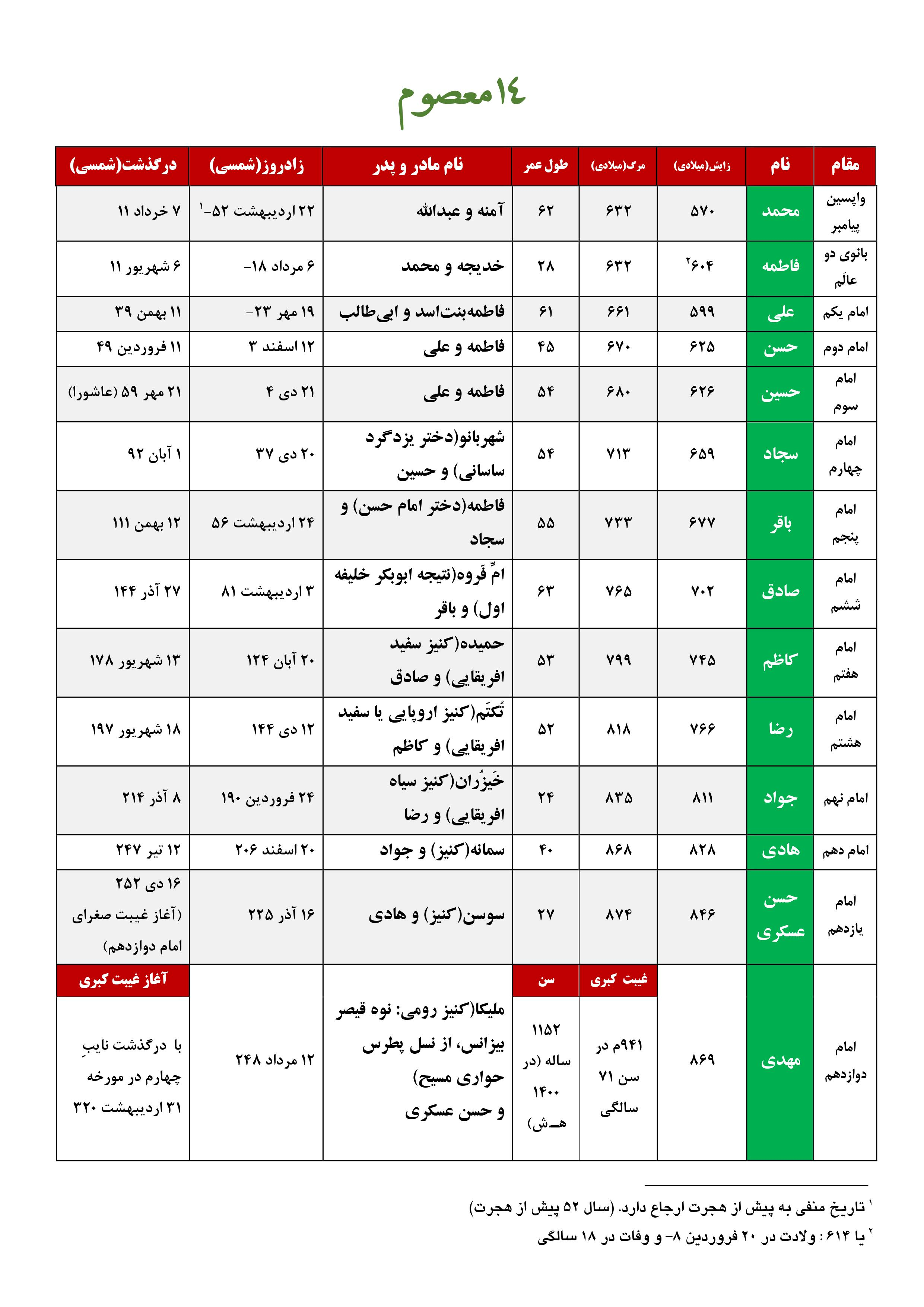
چهارده‌معصوم شیعیان: تاریخ زایش و مرگ بر اساس تقویم میلادی و هجری شمسی، طول عمر خورشیدی، نام پدر و مادر.

شیعه معتقد است قرآن و سنت پیامبر اسلام برای ایمان حقیقی کافی نیست و یک مسلمان برای شناخت وظیفه خود و سلوک به سوی خدا در هر زمان نیازمند پیشوایی است، که راه‌شناس و درستکار باشد و او را به سوی خدا راهنمایی کند. این پیشوا حجتی است که توسط خدا انتخاب و توسط پیامبر و امامان پیشین به مسلمانان معرفی می‌گردد؛ بنابراین امامت مفهومی بسیار بنیادی است و امام ویژگی‌ها و مسئولیت‌های متعددی از جمله تبیین و تفسیر دین و هدایت مردم دارد. خلافت پایین مرتبه‌ترین سطح وظایف امام است و تنها وقتی امام به خلافت دست می‌یابد که مسلمانان او را بخواهند و یاری نمایند. چنان‌که علی در زمان خلافت می‌گوید:
«اگر نبود حضور حاضران و اقامه حجت به واسطه یاران و اگر نبود عهدی که خدا از آگاهان گرفته‌ است تا بر ستمگری ظالم و ستم بر مظلوم آرام نگیرند، افسار شتر خلافت را وامی‌نهادم. (خلافت را نمی‌پذیرفتم)»
در بین اکثریت علما و عامه شیعه چنین پنداشته می‌شود که امامان نایبان پیامبر در حکومت و معتبرترین مفسران قرآن و سنت پیامبر محسوب می‌شوند. امامان به دلیل دارا بودن مقام قرب و بندگی خدا منشأ برکات الهی دانسته می‌شوند اما اعتقاد به نیابت آن‌ها در خلقت، تقسیم رزق و تشریع را به عنوان غلو یا زیاده روی می‌دانند. در تمام ادوار حتی در زمان حیات امامان شیعه افراد و گروه‌هایی معتقد به وجود کاملاً فراطبیعی برای امامان بودند. این گروه‌ها به صورت رسمی همواره در اقلیت بودند اما برخی از اعتقادات و روایات آن‌ها پس از دوره غیبت وارد اعتقادات عامه شیعیان شد.

### عصمت
واژه «عصمت» در لغت عربی به معنای نگاه داشتن، حفاظت و ممانعت است. اما این کلمه در اصطلاح علم کلام، به معنای مصونیت از گناه یا لغزش برای برخی از انسان‌ها مانند پیامبران و امامان آمده‌است.
نظریه عصمت در مورد امامان شیعه نخستین بار توسط هشام ابن حکم از متکلمان مهم شیعه و از اصحاب امام ششم شیعیان پیشنهاد شد.
دانشمندان علم کلام اسلامی مانند خواجه نصیر الدین طوسی در کتاب تجرید الاعتقاد و علامه حلی در شرح تجرید، به این نکته اشاره کرده‌اند که بحث عصمت در سه سطح مطرح می‌گردد:
سطح اول: عصمت به معنای باز دارندگی از اشتباه در ابلاغ رسالت. در این زمینه دانشمندان علم کلام اعم از اهل تشیع و اهل تسنن، عصمت به معنای یادشده را در مورد پیامبر اسلام تأیید می‌کنند؛ زیرا آیه سوم از سوره نجم با صراحت این امر را بیان کرده‌است که هرگز پیامبر از روی هوا و هوس سخن نمی‌گوید و سخن او چیزی جز وحی الهی نیست.
سطح دوم: عصمت به معنای باز دارندگی از گناه و معصیت. در این زمینه عموم علمای علم کلام شیعه، معتقد به عصمت پیامبران و امامان و فاطمه زهرا هستند.
سطح سوم: عصمت به معنای باز دارندگی از هرگونه لغزش و اشتباه. در این زمینه میان دانشمندان علم کلام شیعه اتفاق نظر نیست، اما از نظر اکثریت آنان، پیامبر اسلام، دخترش فاطمه زهرا و ائمه شیعیان در مرتبه‌ای قرار دارند که از هر گونه خطا و اشتباه مبری هستند. از این رو به آنان معصوم گفته می‌شود. در مقابل اکثریت یادشده، برخی از دانشمندان شیعه مانند شیخ صدوق در مبحث «سهو النبی»، صدور لغزش‌های کوچک در قضایای شخصی و غیر مبحث ابلاغ و حی و رسالت را محال نمی‌شمارند.

### تبرک
اعتقاد بر این است که تسلیحات و اقلام مقدسه همه انبیا از جمله پیامبر اسلام مسلسل به ائمه رسیده‌ است. جعفر صادق، امام ششم شیعیان، در کتاب کافی می‌گوید: «سلاح رسول خدا نزد من است».
علاوه بر این ادعا می‌کند که شمشیر رسول خدا، نشان، لمام و کلاه و پرچمش نزد اوست. عصای موسی و انگشتر سلیمان پسر داوود و سینی که موسی بر آن هدایای خود را تقدیم می‌کرد نزد اوست. چیزی که هرگاه رسول خدا آن را بین مسلمانان و مشرکان قرار می‌داد، تیری از مشرکان به مسلمانان نمی‌رسید و همان شیئی است که ملائکه آوردند.[۴۴]
وی نقل کرده‌است که به ارث رسیدن سلاح پیامبر مترادف با اخذ مقام امامت است، مانند آنچه که وارث شدن اریکه عهد در بنی اسرائیل به اخذ مقام نبوت اشاره می‌کرد. امام هشتم شیعیان گفت: اگر سلاح از میان ما برود علم نیز به دنبالش می‌رود و هرگز سلاح از اهل علم (امامت) دور نمی‌شود.

## شیعه در منابع فرق اسلامی
- اشعری شیعه را به سه صنف به نام‌های «غالیه»، «رافضه»، «زیدیه» تقسیم می‌کند، و در نتیجه امامیه را با رافضه یکسان می‌گیرد. او در این کتاب، برای غالیه ۱۵ فرقه و برای رافضه ۲۴ و برای زیدیه ۶ فرقه بیان نموده‌ است.[۷۸]
- ملطی، رافضه را با امامیه یکی دانسته و برای آن ۱۸ فرقه نام برده‌است، که زیدیه نیز از آنان است. او در این استعمال، امامیه را به معنی عام یعنی معتقد به امام منصوب گرفته و همه را زیر این عنوان جمع کرده‌است. محقق کتاب محمد زاهد کوثری در پاورقی یادآور می‌شود که امامیه همان فرقه اثناعشری است، ولی مؤلف هر کسی را که به امامت معتقد بوده آن را امامی دانسته‌ است.[۷۹]
- بغدادی برای روافض چهار فرقه اصلی برشمرده که عبارتند از زیدیه، کیسانیه، امامیه و غلاة و برای زیدیه سه فرقه و برای کیسانیه دو فرقه و برای امامیه پانزده فرقه و برای غلاة شش فرقه ذکر کرده‌ است.[۸۰]
- اسفرائینی از غلاة نامی نبرده و روافض را تنها به سه فرقه به نام‌های زیدیه، امامیه و کیسانیه تقسیم نموده و برای امامیه پانزده فرقه ذکر کرده‌است.[۸۱]
- شهرستانی برای شیعه پنج فرقه ذکر کرده به نام‌های کیسانیه، زیدیه، امامیه، غالیه، اسماعیلیه.[۸۲]
- احمد امین مصری اساس تشیع را اعتقاد به این می‌داند که علی و فرزندان او از دیگران برای خلافت و امامت شایسته‌تر هستند و پیامبر اسلام نیز آن‌ها را برای این مقام برگزیده است؛ و غیر از فرقه زیدیه، دیگر فرق شیعه را تحت عنوان امامیه نامیده، و مهم‌ترین آن‌ها را اثناعشریه می‌داند.[۸۳]
- به گفتار شیخ کوثری محقق کتاب ملطی، مناقشه در اصطلاح نیست، هرگاه مقصود از امامیه، اعتقاد به امام منصوب باشد، کلیه فرق شیعه، امامی بوده و همه را می‌توان امامیه نامید، مگر فرقه‌های غالی که اصولاً اسلام آن‌ها زیر سؤال است، واگر مقصود اصطلاح رایج در میان شیعه و غیره باشد، حق این است که امامیه قسمی از شیعه و مرادف با اثنا عشریه و اعتقاد به دوازده امام است، و لذا شیخ مفید می‌گوید: امامیه امامت را پس از امام علی و حسنین در اولاد حسین بن علی متمرکز می‌سازند و امامت را تا امام رضا و سپس تا امام مهدی ادامه می‌دهند.[۸۴]
- فخر الدین رازی نیز از همین فکر پیروی کرده و می‌گوید: امامیه گروهی از شیعه است که می‌گویند: امام پس از پیامبر اسلام، علی بن ابی‌طالب، سپس پسرش حسن، سپس برادرش حسین، سپس فرزند حسین، علی بن الحسین، و سپس فرزند او محمد باقر و سپس فرزند او جعفر صادق، و سپس فرزند او موسی کاظم و سپس فرزند او علی بن موسی الرضا و سپس فرزندش محمد تقی و سپس فرزند او علی نقی و سپس فرزند او حسن زکی، و سپس فرزند او محمد و او همان امام قائم است که جهان در انتظار اوست.[۸۵]
- از زمان شیخ صدوق که نگارش عقاید و ملل و نحل در میان شیعه رواج بیشتری پیدا کرده اصطلاح امامیه را در مورد فرقه اثناعشری به کار می‌برند. سعد بن عبداللّه اشعری قمی که از اصحاب عسکری به‌شمار می‌رود و در سال ۲۹۹ درگذشته است، کتابی به نام «مقالات الإمامیة» تألیف نموده‌است.[۸۶] شیخ صدوق (۳۰۶–۳۸۱) کتابی به نام «رسالة فی دین الإمامیة» نوشته که معروف به رساله اعتقادات صدوق است و از این تاریخ به بعد امامیه در کلمات شیخ مفید در کتاب «اوائل المقالات» در مورد اثناعشریه به کار می‌رود؛ و همگی حاکی از این است که تقسیم‌بندی اشعری و غیره دقیق نبود یا از آن، معنی عام، اراده نموده‌اند.

برخی از پژوهش گران معاصر فرق اسلامی بر این باورند که بسیاری از این فرقه‌ها که اشعری، یا ملطی و دیگران برای «امامیه» برشمرده‌اند، یا وجود خارجی نداشته، و واقعیت آن نوعی فرقه تراشی است، مانند «زراریه» و «هشامیه» یا بر فرض صحت، داشتن عقیده خاص در یک مسئله کلامی، مایه تعدد فرقه نمی‌گردد. آنچه می‌تواند محور تقسیم در مفهوم «امامیه» به معنی اعم باشد، اختلاف و دوگانگی در استمرار امامت و مصادیق آن‌ها است؛ بنابراین فقط می‌توان «زیدیه» و «اسماعیلیه» و «واقفیه» را از فرق شیعه شمرد. شاید انگیزه برای تکثیر فرق، تحقق بخشیدن به حدیث معروف که امت اسلامی را به هفتاد و سه فرقه می‌رساند بوده‌ است.

## زیر شاخه‌های شیعه
شیعیان از سدهٔ دوم‌ هجری به بعد به چندین زیرگروه منشعب شده‌اند. مهم‌ترین مذاهب دیگری که از شیعه منشعب شده‌اند، عبارت‌اند از اسماعیلیان، زیدیه، فضلیه، کیسانیه، واقفیه و فطحیه..... این مذاهب علی‌رغم تفاوت‌های آشکار اعتقادی و فقهی در مسئله ضرورت «امامت» اشتراک نظر دارند. البته تفسیر هر یک از امام و مصداق آن منحصر به فرد است.
مفاتیح‌العلوم شیعیان را به شش زیرگروه بخش می‌کند، اثنی عشری معتقد به دوازده امام، زیدیه (پیروان زید بن علی)، کیسانیه (پیروان کیسان غلام علی)، عباسیه (منسوب به آل عباس بن عبدالمطلب)، غالیه، و امامیه. وی امامیه را به ۷ تیره تقسیم می‌کند، ناووسیه (منسوب به عبدالله بن ناووس)، مفضلیه (منسوب به سید ابن طاووس)، قطعیه (که وفات موسی بن جعفر را تأیید کرده‌اند)، شمطیه (منسوب به یحیی بن اشمط)، واقفیه (که در امامت موسی بن جعفر متوقف شده‌اند و وی را زنده می‌دانند)، ممطوره، و احمدیه (منسوب به احمد بن موسی بن جعفر که وی را امام هشتم خود می‌دانند).
در کتاب فرهنگ فرق اسلامی از محمدجواد مشکور زیرشاخه‌های بیشتری برای شیعه ذکر شده‌ است.
دسته‌های مختلف شیعیان در خصوص شرایط امامت، اشخاصی که به عنوان امام منصوب شده‌اند و مأموریت امام اختلاف نظر دارند و بر اساس تفاوت دیدگاهشان در موضوع امامت شاخه‌های شیعه از هم متمایز می‌شوند. برای مثال زیدیه قیام به شمشیر را از ویژگی‌های امام می‌دانند در حالی که اسماعیلیه و امامیه بر علم و عصمت امام تأکید دارند. اکثر قریب به اتفاق شیعه، جز معدودی از فرقه‌ها نظیر ناووسیه، امام را مردی از فرزندان فاطمه زهرا می‌دانند.
به لحاظ تاریخی شیعه در سده نخست به عنوان یک گروه از مسلمانان شکل گرفت. برخی این شکل‌گیری را در زمان حیات پیامبر و عده‌ای پس از وفات وی در اختلاف بر سر جانشین او می‌دانند. از زمان خلافت علی بن ابی‌طالب، شیعه علی به عنوان یک اجتماع متشکل ایجاد شد و به‌خصوص پس از واقعه عاشورا دسته‌های متعدد شیعه نظیر ناووسیه، زیدیه، امامیه و فضلیه ظهور کردند و در اواخر سده نخست و اوائل سده دوم به صورت مذهب فقهی و کلامی صورت‌بندی شدند.

## جغرافیای تشیع

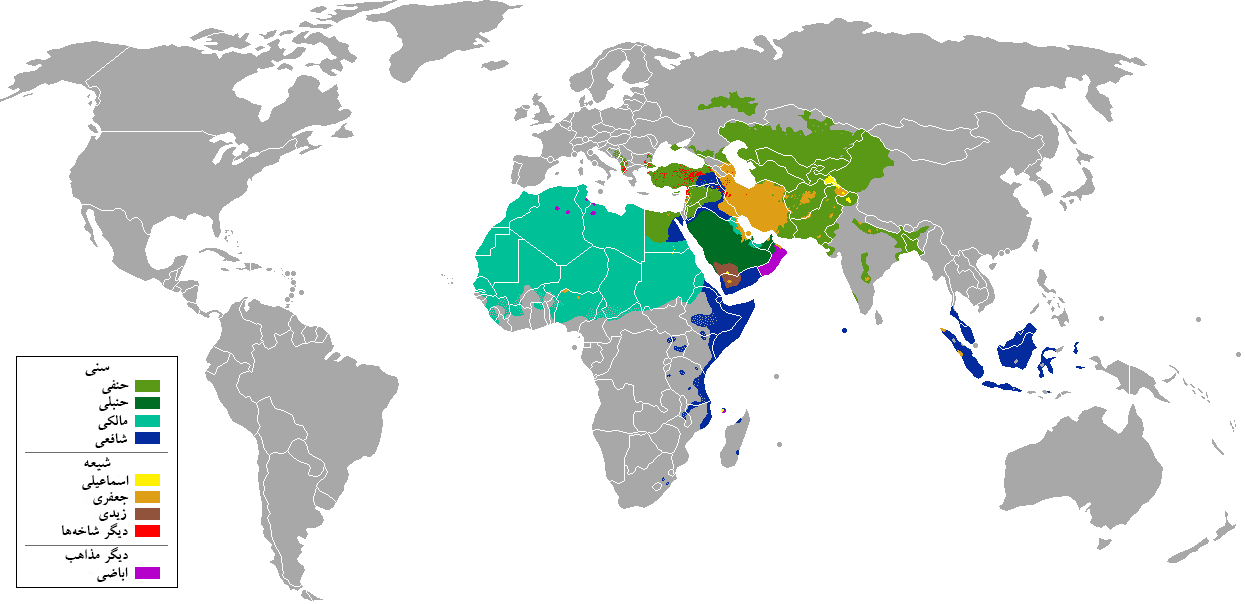
نقشه پراکندگی مذاهب اسلامی (اباضیه، سنی، شیعه)

شیعیان حدود ۱۶٪ تا ۳۰٪ از کل جمعیت مسلمانان را تشکیل می‌دهند. بیشتر شیعیان دوازده‌امامی در هند، ایران، عراق، جمهوری آذربایجان، لبنان، افغانستان، پاکستان و کشورهای حاشیه خلیج فارس مانند یمن و بحرین زندگی می‌کنند. بر اساس آمار سیا ورلد فکت‌بوک ۸۹ درصد مردم ایران ۶۰ تا ۶۵ درصد مردم عراق، ۸۵ درصد مردم جمهوری آذربایجان و ۳۰ درصد مردم کویت و ۲۰ تا ۳۰ درصد مردم افغانستان و ۱۶ درصد مردم امارات متحده عربی شیعه دوازده‌امامی هستند. از شیعیان لبنان، عربستان سعودی، بحرین و قطر آمار دقیقی در دست نیست. همچنین بنابر آمار ۲۰٪ مردم پاکستان شیعه هستند که بخشی از آن‌ها به‌خصوص در کشمیر، اسماعیلی هستند. شیعیان یمن، عمدتاً از زیدیه هستند، اما از آنان نیز آمار دقیقی در دست نیست. همچنین ۲۰ درصد از مردم شیعه ترکیه موسوم به علوییون و شیعیان سوریه نیز علوی هستند.
کشورهای دارای بیشترین باورمندان شیعه ایران، عراق، آذربایجان، و بحرین هستند. همچنین شیعیان بزرگ‌ترین گروه مذهبی در لبنان هستند. شیعیان ۳۶٫۳٪ از کل جمعیت و ۳۸٫۶٪ از جمعیت مسلمان خاورمیانه هستند.

## یادداشت
1. ↑  یک‌هشتم میراث محمد به ۹ زن باقی مانده او می‌رسید.